# Samtgemeinde Grasleben
Grasleben er et amt (Samtgemeinde) i den østlige del af Landkreis Helmstedt, i den østlige del af den tyske delstat Niedersachsen. Administrationen ligger i byen Grasleben.
Samtgemeinde Grasleben består af kommunerne:
1. Grasleben
2. Mariental
3. Querenhorst
4. Rennau